# ماريتا كراولي
ماريتا كراولي (بالإنجليزية: Marita Crawley)‏ هي كاتبة غنائية بريطانية، ولدت في 28 مايو 1954.